# Diane de Poitiers
Pour les articles homonymes, voir Diane.
 (mai 2020).
Améliorez-le ou discutez des points à vérifier. 

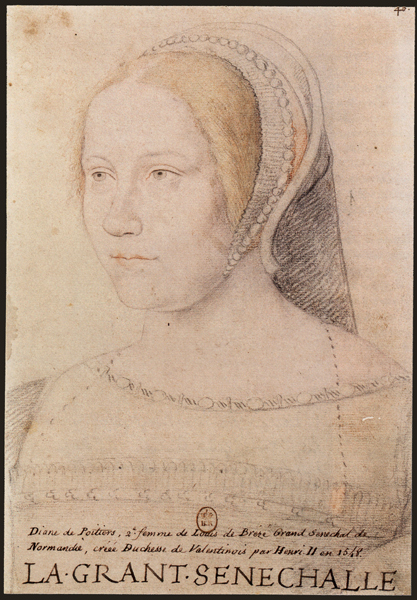
Diane de Poitiers, anonyme, avant 1525, pierre noire et sanguine, 258×178 mm, Paris, bibliothèque nationale de France.

Diane de Poitiers, née le 3 septembre 1499,, ou le 9 janvier 1500 en Dauphiné et décédée le 26 avril 1566 à Anet, est une comtesse de Saint-Vallier, duchesse de Valentinois, demeurée pendant plus de vingt ans la favorite de Henri II, roi de France.
Les sources la concernant sont infimes et lacunaires, si bien qu'on ignore quasiment tout d'elle, notamment pour des années entières. La postérité lui a forgé une image de femme de caractère, avide de pouvoir et d'honneurs, et grande mécène : mais rien n'est prouvé.

## Biographie

### Origines
Diane est la fille de Jean de Poitiers, vicomte d'Estoile, seigneur de Saint-Vallier, et de Jeanne de Batarnay. Ses parents appartiennent au premier cercle du pouvoir royal. Son grand-père Aymar de Poitiers avait épousé en premières noces Marie de Valois, la fille naturelle du roi Louis XI, et son grand-père maternel Imbert de Batarnay avait été un intime de ce même roi.
La  Maison de Poitiers-Valentinois est d'origine dauphinoise, le nom « Poitiers » provenant du lieu-dit Peytieux à Châteauneuf-de-Bordette, elle n'a donc aucun lien de parenté avec les comtes de Poitou,. Diane est née dans le Dauphiné où son père possède ses fiefs. Son lieu et sa date de naissance sont incertains : elle serait née à Saint-Vallier ou à Étoile-sur-Rhône, le 3 septembre 1499, ou le 9 janvier 1500.
Elle hérite la baronnie de Sérignan-du-Comtat de son père Jean de Poitiers. Il reste dans cette commune un château qui porte son nom.

### L’épouse de Louis de Brézé (1515-1531)
Par l'entremise d'Anne de Beaujeu, le 16 avril 1515, elle épouse à l'âge de quinze ans, en l'hôtel de Bourbon à Paris, Louis de Brézé, petit-fils de Charles VII et d'Agnès Sorel, comte de Maulévrier, grand sénéchal de Normandie et Grand veneur de France. Il est son aîné de près de quarante ans. De ce mariage naissent deux filles :
- Françoise de Brézé (janvier 1518-1574), comtesse de Maulévrier, baronne de Mauny et de Sérignan ; mariée le 19 janvier 1538 en la chapelle du Louvre à Paris à Robert IV de La Marck, duc de Bouillon, mort empoisonné en 1558.
- Louise de Brézé (1521-janvier 1577), mariée le 1er août 1547 à Claude de Lorraine, marquis de Mayenne, devenu en 1550 duc d'Aumale, frère du duc de Guise et de Marie de Guise, reine d'Écosse.

En 1524, Jean de Poitiers est accusé de complicité dans la trahison du Connétable de Bourbon, gendre d’Anne de Beaujeu. Devenu le bouc émissaire dans l’affaire, c’est in extremis, sur l’échafaud, qu’il apprend sa grâce, accordée par le roi en reconnaissance des bons et loyaux services de Louis de Brézé, qui l’avait d’ailleurs alerté sur le complot. Jean de Poitiers finit ses jours enfermé confortablement à la forteresse de Loches.
Diane est appointée dame d’honneur de la reine Claude, puis de la mère du roi, Louise de Savoie, et enfin de la reine Éléonore. Rien ne prouve qu’elle ait été la maîtresse de François Ier, malgré les rumeurs répandues par ses détracteurs et reprises dans certaines biographies.
Louis de Brézé meurt le 23 juillet 1531 à Anet et Diane adopte définitivement pour sa tenue les couleurs d'une veuve, dont Henri II s’inspirera plus tard pour sa livrée ordinaire (noir et blanc rayée d’or). Son sens aigu des intérêts financiers se manifeste dès ce moment. Elle obtient de se faire verser les gages que son mari recevait au titre de gouverneur de Normandie et de grand sénéchal, prenant elle-même le titre de « sénéchale de Normandie ». Elle obtient d’administrer les biens de ses filles et d’en percevoir les revenus. « Férue en procédure et entourée d'hommes de loi », elle va jusqu’au procès pour tenter de conserver les terres que son mari détenait en apanage. François Ier l’aide à tergiverser grâce à des lettres patentes statuant qu’elle peut conserver les revenus et profits de ces terres jusqu'à ce que la propriété en soit établie. Diane saura toute sa vie faire prospérer sa fortune[réf. souhaitée].

### L'amie du prince Henri d'Orléans (1531-1547)
À la suite de la défaite de Pavie (1525), le dauphin François et son cadet Henri, duc d'Orléans (et futur Henri II), âgés respectivement de 8 et 7 ans, sont remis en otage à Charles Quint en échange de leur père.
Du fait de la reprise de la guerre, les deux princes sont bientôt soumis à une détention sévère et passent presque quatre années (1526-1530) très isolés, dans l’incertitude quant à leur avenir. D'après Didier Le Fur, Henri II n'a jamais lu Amadis de Gaule lors de sa captivité, le livre n'étant pas encore traduit et lui-même ne parlant pas espagnol. Il n'a donc pas pu fantasmer une relation courtoise avec Diane de Poitiers.
Henri d'Orléans épouse Catherine de Médicis en 1533. Diane avait appuyé le choix de l’arrière-petite-fille de Laurent le Magnifique, considérée comme une « fille de marchands » par les opposants à l’union. Catherine et Diane sont en effet cousines : le grand-père maternel de Catherine (fille de Madeleine de la Tour d'Auvergne) est le frère de la grand-mère paternelle de Diane. On estime que c'est en 1536, qu'Henri et Diane sont, à respectivement 17 et 36 ans, devenus amants.
Diane de Poitiers élève Diane de France, née en 1538 des amours de Filippa Duci et de Henri II. Elle lui donne une éducation très pointue : espagnol, italien, latin danse et musique.

### La favorite royale (1547-1559)

#### Les marques de la faveur

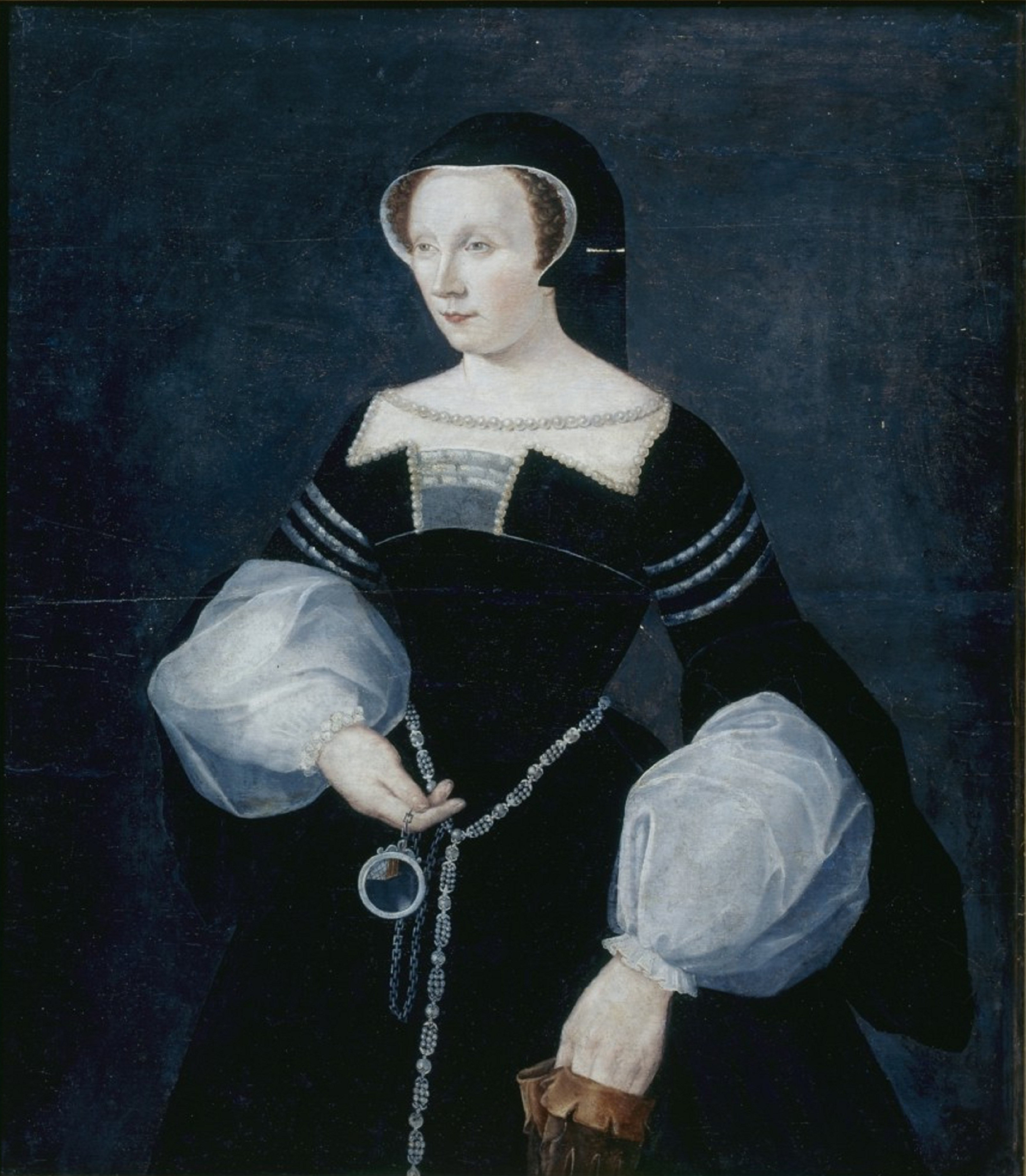
Portrait de Diane de Poitiers.

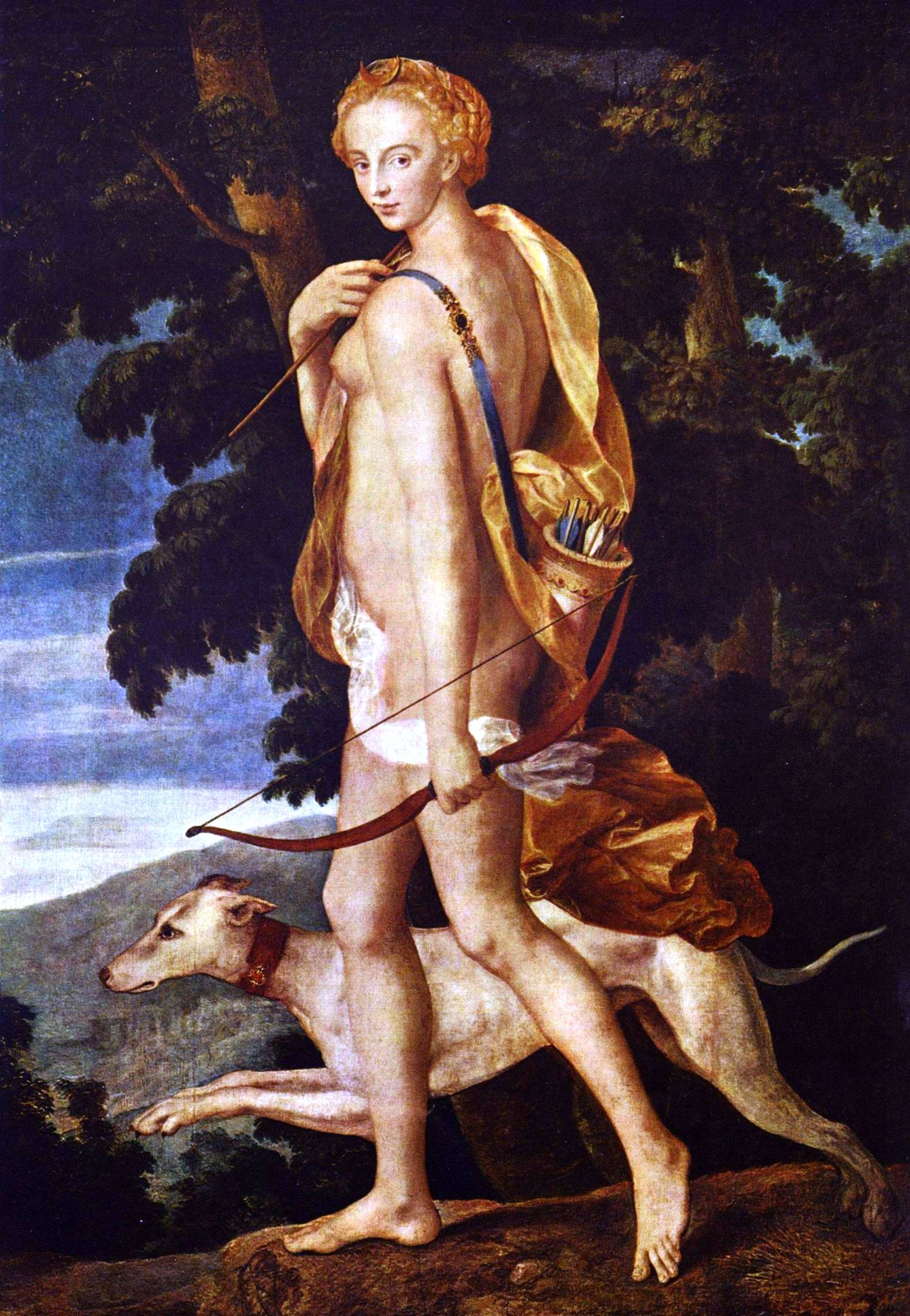
Diane chasseresse, tableau d'un artiste de la première école de Fontainebleau, dont le modèle est réputé être Diane de Poitiers, entre 1550 et 1560,, Paris, musée du Louvre.

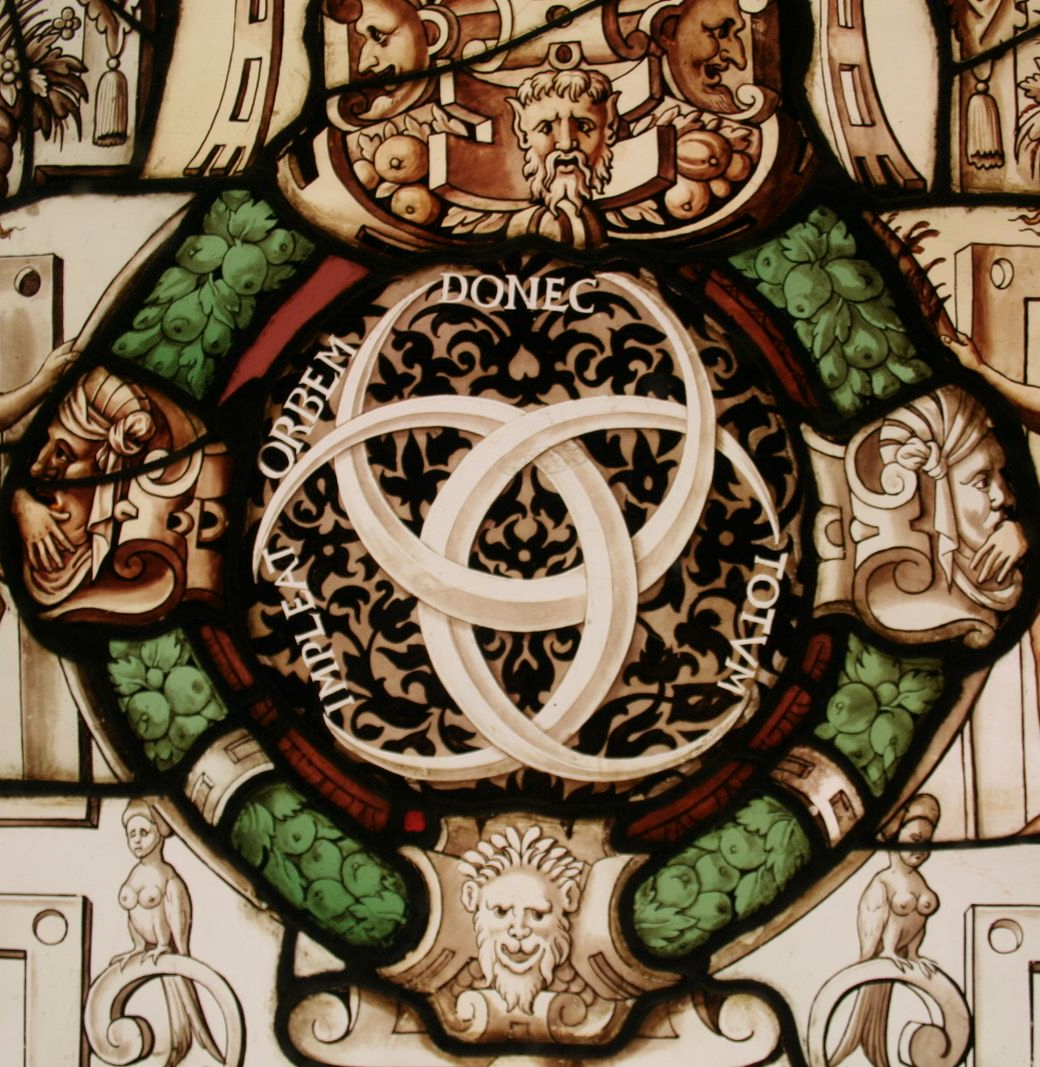
Emblème de Henri II, accompagné de sa devise « Donec totum impleat orbem » souvent représenté dans les demeures de Diane.

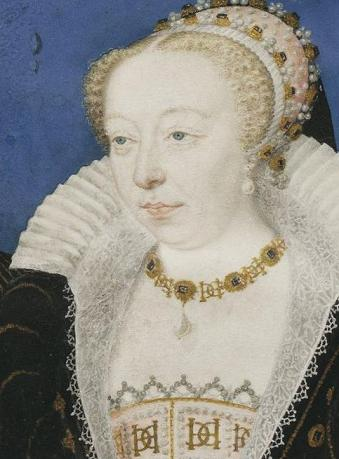
Catherine de Médicis arborant le monogramme de son mari sur une miniature des années 1570.

L'avènement de Henri II au trône marque le triomphe de Diane de Poitiers[réf. souhaitée]. De toutes les femmes de l'entourage du roi, Diane s'avère la plus avantagée dans la redistribution des faveurs royales,.
Après plusieurs années d'humiliation, l'heure vient pour elle de prendre sa revanche sur sa rivale[réf. souhaitée], l'ancienne favorite de François Ier, Anne de Pisseleu, chassée sans ménagement de la cour. Diane occupe aussitôt sa place. Le roi lui fait cadeau des biens qu'Anne de Pisseleu avait obtenus de François Ier : les bijoux de la couronne, un hôtel parisien et enfin, beaucoup plus tard : le duché d’Étampes (1553) et le relais de chasse des Clayes (1556), où elle aurait planté l'arbre de Diane. Diane reçoit également divers cadeaux en terres, dont la propriété royale de Chenonceau (1547) et divers cadeaux en argent, dont le produit de l'impôt sur les charges, qui lui procure une somme extraordinaire de 100 000 écus (1553). Elle se voit enfin confirmée dans la propriété de ses terres de Nogent, d'Anet et de Bréval.
Pour asseoir sa position à la cour, elle est titrée, en 1548, duchesse de Valentinois (les duchesses bénéficient du privilège d'une place assise dans la chambre de la reine). Sa fille Françoise, duchesse de Bouillon est nommée dame d'honneur de la reine et prend à ce titre les commandes de la maison de Catherine de Médicis. Lors du sacre de la reine en 1549, c'est Françoise qui préside la cérémonie. Diane participe elle-même au cortège des grandes dames, princesses et duchesses qui escortent et assistent la reine durant le sacre.
Sa faveur apparaît également dans la proximité de ses appartements avec ceux du roi. Au château de Saint-Germain-en-Laye, ses appartements sont situés juste en dessous de ceux de la reine ; ils comportent une salle et une chapelle, privilège ordinairement réservé aux princesses de la famille royale.

#### La maîtresse du roi
Faute de sources, il a toujours été difficile pour les historiens de définir la nature des relations que le roi entretient avec Diane. Contrairement à son père, Henri se montre très secret dans ses relations intimes. Un ambassadeur vénitien le décrit ainsi :

« Il est d'une certaine tempérance, car pour les plaisirs charnels, si nous le comparons au roi son père ou à quelques rois défunts, on le peut dire très chaste, et il a cela de plus qu'il fait des affaires de façon que personne ne puisse trop parler… »

 De fait, Henri II réalise peu d'incartades notoires. Les mieux connues sont celles avec Jane Fleming, gouvernante de Marie Stuart, et avec Nicole de Savigny, toutes d'assez courte durée. De caractère discret et prudent, Henri cherche à éviter le scandale et à ménager l’amour-propre de son épouse. Si l’une de ses maîtresses vient à vouloir tirer parti de sa liaison avec lui et à s'en vanter, il s’en défait.
Officiellement, rien ne transparaît des relations entre Diane et le roi. Un autre ambassadeur vénitien écrit « qu’en public, il ne s’est jamais vu aucun acte déshonnête ». Le roi a pourtant pris pour emblème le croissant, symbole de Diane, la déesse latine de la chasse. Il le fait afficher sur ses portraits, ses bâtiments, dans la pierre, en vitrail, sur les carreaux de céramique pour le revêtement du sol, sur les reliures de ses livres précieux et aussi sur les livrées de ses gardes au palais.
Sur la nature de ses relations avec Diane, les contemporains demeurent partagés. Pour certains, la liaison s'avère simplement platonique. Pour d’autres, Diane a été effectivement la maîtresse du roi, mais avec le temps et l'âge, le roi s'en serait lassé, ce qui expliquerait ses incartades avec Jane Fleming et Nicole de Savigny. Diane serait alors redevenue la confidente et l’amie des débuts,.
De façon certaine, Diane constitue la « dame » d'Henri dans le sens des romans de chevalerie. À la cour de France, c'est la coutume qu'un jeune homme fasse le service à une dame avec l'accord de son mari ; en retour, celle-ci doit l'édifier dans ses mœurs, lui apprendre la galanterie et l'obliger à ses devoirs. C'est le rôle attribué à Diane par le roi François Ier lui-même, conformément à la tradition qui veut que ce soit un parent qui choisisse la maîtresse. Une lettre datée de 1552, montre qu'à trente ans passés, Henri est toujours dans ce rôle de chevalier servant et moins dans celui d'un amant :

« Cependant, je vous supplie d'avoir souvenir de celui que n'a jamais connu qu'un Dieu et une amie, et je vous assure que vous n'aurez point de honte de m'avoir donné le nom de serviteur, lequel je vous supplie de conserver pour jamais... »

#### La dame de compagnie de la reine

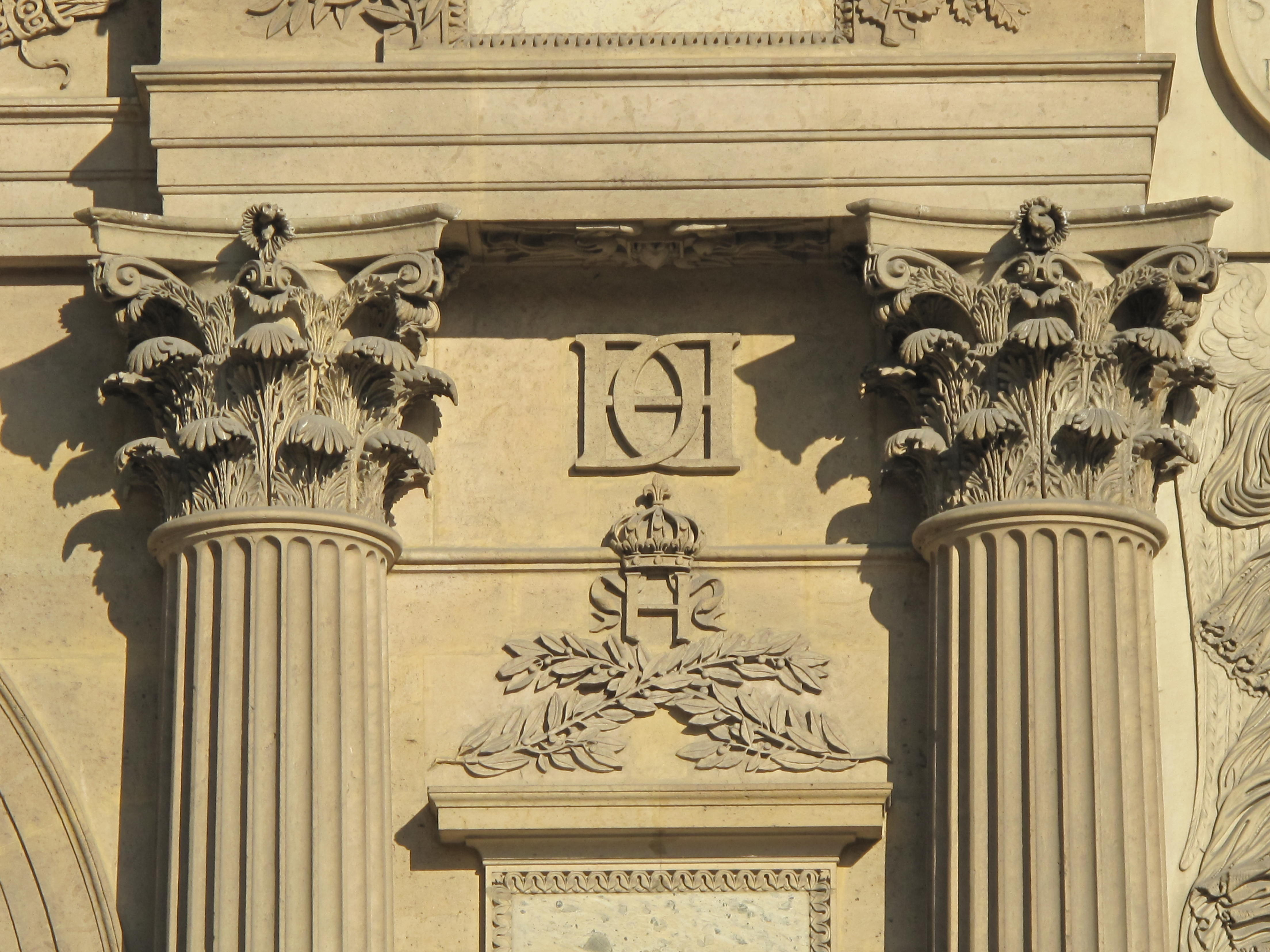
Monogramme d' Henri II. HC ou HD:
« C » pour son épouse Catherine, ou « D » pour sa maîtresse Diane ?
Cour carrée du Louvre.

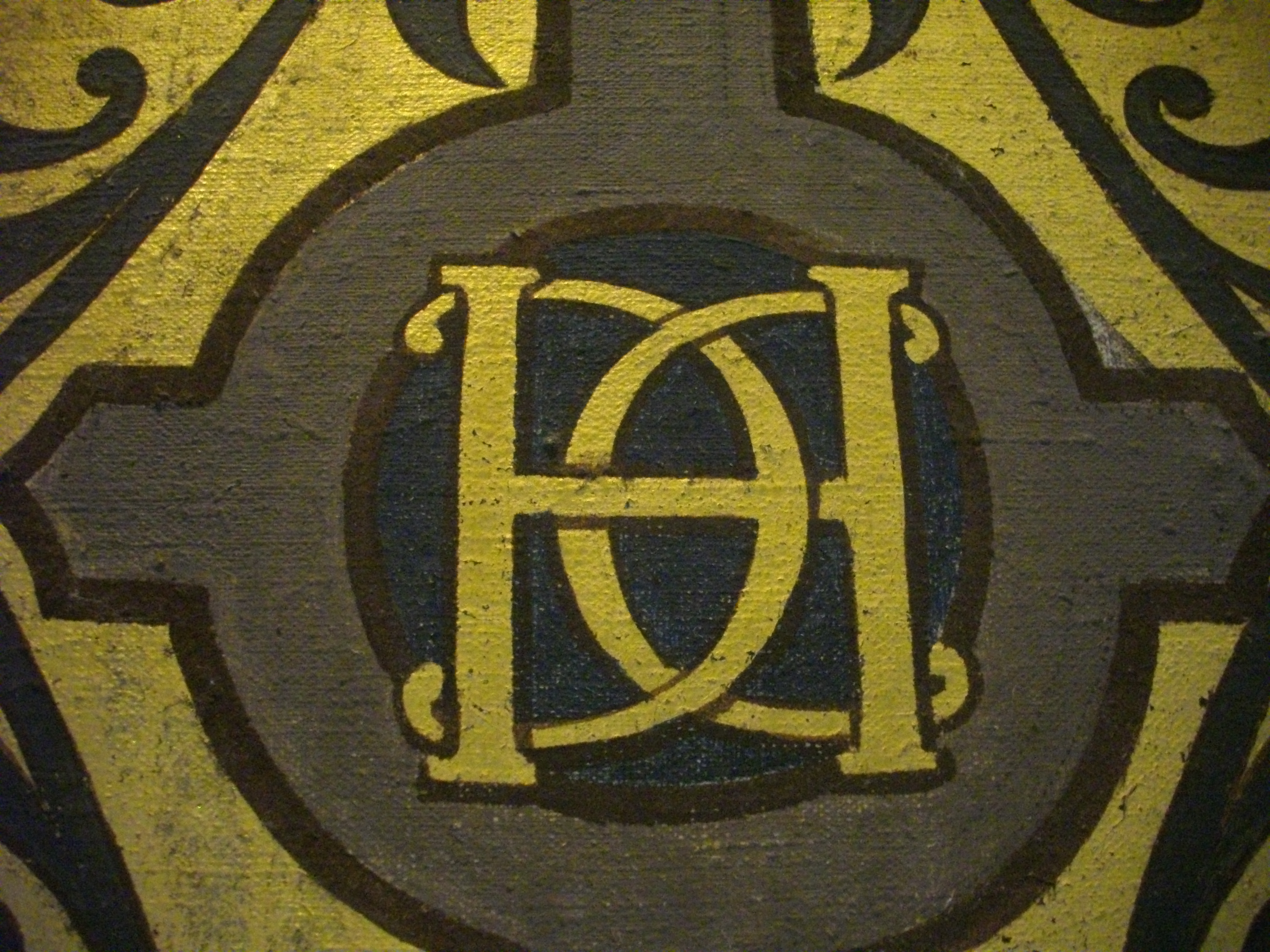
Monogramme de Henri II et de Catherine de Médicis composé d’un
«H» et de deux «C» entrelacés dont les extrémités dépassent les deux barres verticales du «H», pour bien marquer qu'il s'agit de son initiale et non du «D» pour Diane, cabinet et chambre de la Reine, château de Blois.

La reine Catherine de Médicis est tout à fait consciente de la nature de la relation entre le roi et Diane de Poitiers. Pendant vingt ans, Catherine dissimule sa rancœur, acceptant la présence de sa rivale comme dame de compagnie, par amour pour son mari, mais aussi dans la crainte de lui déplaire[réf. souhaitée]. Quand le roi s’éloigne à la guerre, elle souffre de ne pas recevoir assez de nouvelles de lui alors que Diane en reçoit tous les jours[réf. souhaitée].
Diane s’efforce de garder de bons rapports avec la reine [réf. souhaitée]. En tant que dame de compagnie de la reine, son rôle consiste à la servir dans la vie quotidienne et être présente à ses côtés. Diane lui sert de garde-malade et l'assiste dans tous ses accouchements.
Elle se rend utile auprès d'elle en servant d'intermédiaire avec le gouverneur des enfants royaux, Jean d' Humières, l'un de ses parents. Par correspondance, elle veille à la santé des enfants, se préoccupe de leur nourriture, du choix de la nourrice et du lieu de leur repos. C'est pour ces services et les conseils matrimoniaux prodigués autrefois qu'officiellement le roi gratifie Diane de tant de dons. Un ambassadeur prétend que la reine lui veut du bien parce qu'elle est la cause que le roi couche avec elle plus souvent qu'il ne ferait; en douze ans, elle met ainsi au monde dix enfants.
De nombreux commentaires ont été faits sur l’ambiguïté du monogramme du roi, composé de la double initiale de sa femme (C) et de sa propre initiale (H). Les deux C entrelacés dos à dos avec le H peuvent aussi bien s’interpréter comme deux D, initiale de Diane de Poitiers. Après la mort du roi, Catherine de Médicis reprend ce monogramme mais en faisant que les extrémités des C dépassent des deux grandes barres du H, pour bien marquer qu'il s'agit de son initiale. C'est le cas des monogrammes du cabinet et de la chambre de Catherine à Blois ou ceux de la colonne de l'hôtel de la reine à Paris.

#### Une femme d’influence

##### Un rôle politique?
Par son ascendant sur le roi, Diane de Poitiers a-t-elle joué un rôle politique dans le gouvernement du royaume ? Les ambassadeurs étrangers semblent s’accorder sur l’emploi du temps de la journée d'Henri II, au début de son règne : après chacun de ses repas, le roi rendrait visite à sa favorite pour s’entretenir avec elle et lui rendre compte des affaires débattues le matin au conseil. Si le fait est plausible, rien ne permet aux historiens de savoir si Diane donne son avis et si elle influence la politique royale.
Selon l'historiographie traditionnelle, elle aurait poussé le roi à réprimer les protestants, mais là encore, aucune source ne permet de le confirmer. Catholique convaincue, Diane fait partie des personnalités de l’entourage royal hostiles au protestantisme. Mais si elle demeure vilipendée par la propagande protestante, elle se voit d'abord attaquée sur le plan moral. Diane est accusée d’avoir entretenu Henri dans le vice, c’est-à-dire d’avoir entretenu avec lui une relation adultère. La mort violente du roi ne serait que le juste châtiment de Dieu irrité de sa paillardise.
L'influence de Diane sur la politique royale s'avère en revanche plus saisissable dans la distribution des charges de la cour. Ses protégés accèdent à des postes importants, comme André Blondel, nommé trésorier de l’Épargne, et Jean de Bertrand, nommé garde des sceaux. Son gendre, Robert de La Marck, est élevé au rang de maréchal de France et devient duc de Bouillon.

##### Une faveur partagée

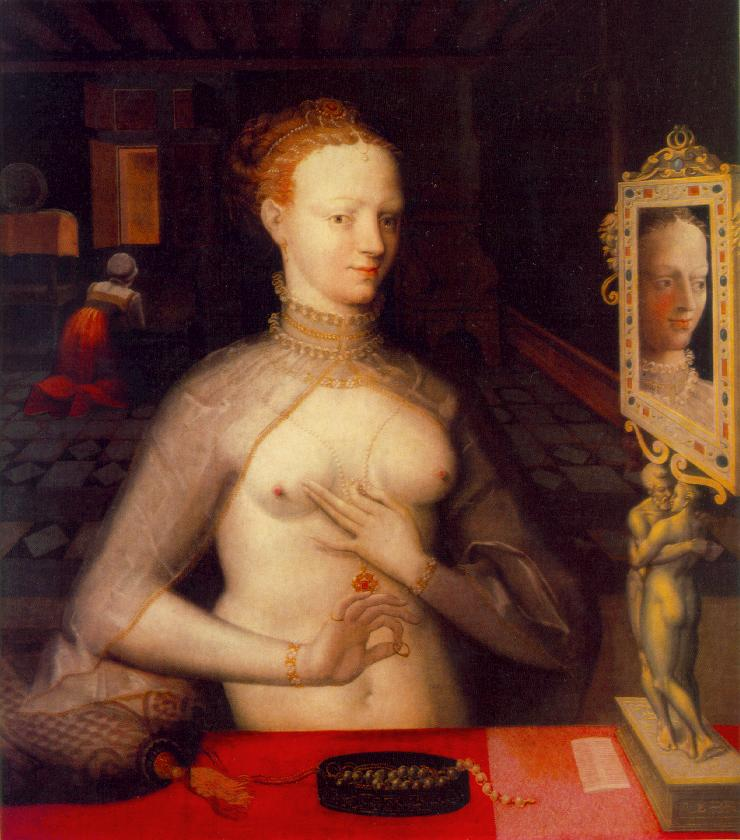
Dame à sa Toilette. Cru pour Diane de Poitié.

À l'avènement du roi, Diane partage la faveur royale avec plusieurs favoris, le principal étant Anne de Montmorency, connétable de France. Il demeure le seul à pouvoir s'opposer à l'influence de la favorite. Les contemporains jugent sa faveur égale à celle de Diane.
Pour lui faire contre-pièce, Diane favorise l’ascension de la famille des Guise. François d'Aumale (duc de Guise à la mort de son père en 1550) et son frère le cardinal Charles de Lorraine font partie de ses protégés. Son alliance avec cette famille s'est soudée par le mariage de sa fille Louise avec Claude, marquis de Mayenne, leur frère cadet. Ils sont les oncles de la petite Marie Stuart, reine d’Écosse, âgée de cinq ans en 1550.
De son côté, Anne de Montmorency aurait tenté d'écarter Diane en encourageant la liaison du roi avec Jane Fleming, la gouvernante de Marie Stuart. Absente momentanément de la cour pour soigner une fracture causée par une chute de cheval, Diane est avertie par les Guise que le roi s'entretient régulièrement avec lady Fleming et qu'Anne de Montmorency sert souvent d'intermédiaire. Venue constater par elle-même au château de Saint-Germain et ayant surpris le roi et le connétable en flagrant délit de sortir des appartements de l'Écossaise, elle se serait mise en colère, reprochant au connétable de contribuer à l'inconduite du roi et de porter préjudice à la réputation de la reine, à celle de la reine d’Écosse et du coup à celle des Guise.
Diane et Montmorency se réconcilient, mais restent rivaux pendant la plus grande partie du règne. Un changement intervient avec la capture du connétable à la bataille de Saint-Quentin en 1557; face à une maison de Guise de plus en plus puissante, Diane doit se rapprocher du connétable, une fois de retour de captivité en 1558.

#### Action artistique

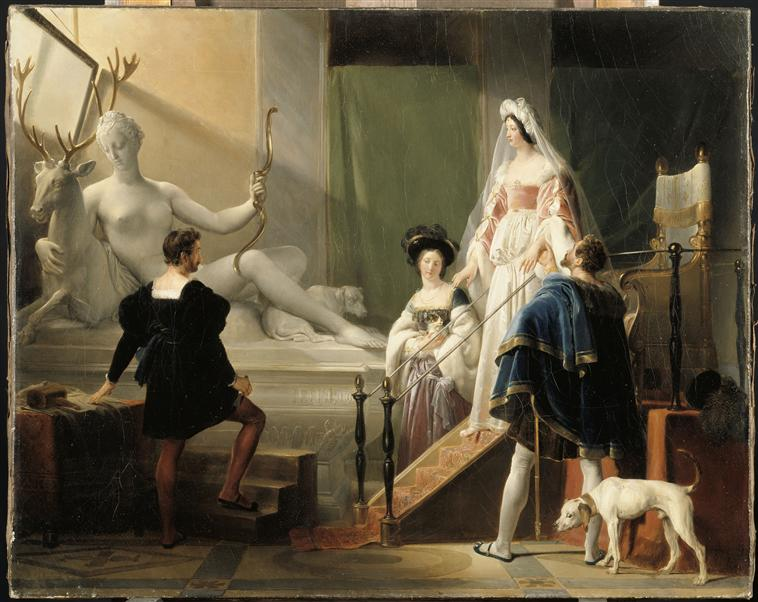
Alexandre-Évariste Fragonard : Diane de Poitiers dans l'atelier de Jean Goujon (musée du Louvre).

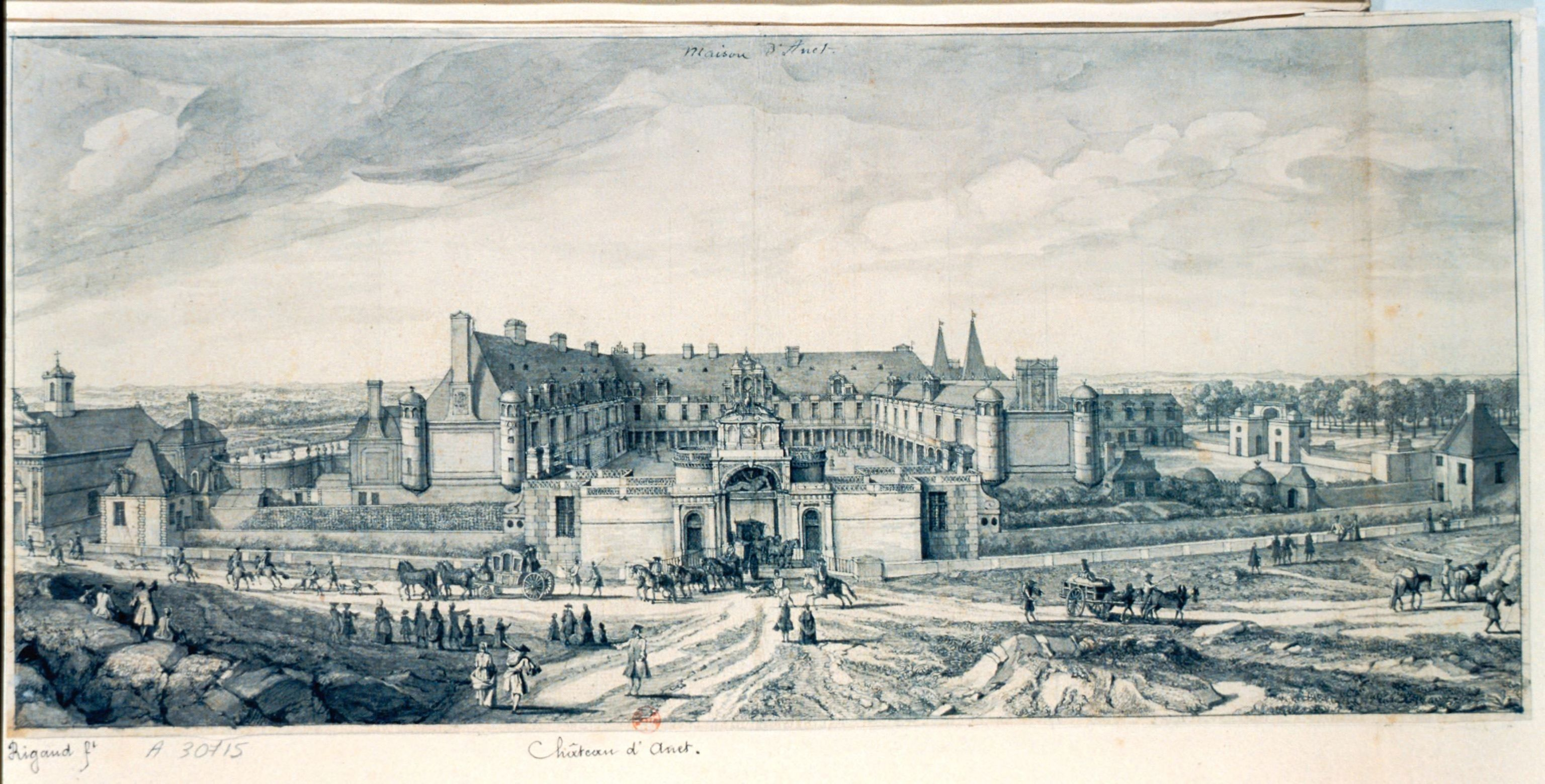
Le château d'Anet, par Jacques Rigaud, dessin à la plume, XVIIIe siècle.

Mécène comme tous les grands de son époque, Diane de Poitiers a fait travailler plusieurs peintres et sculpteurs, comme Le Primatice ou Benvenuto Cellini[réf. souhaitée]. Ils l’ont parfois représentée sous les traits de la déesse chasseresse comme sur le tableau Diane de Poitiers en Diane (École de Fontainebleau - Musée de la vénerie de Senlis).
Sa contribution à l’architecture est bien connue[réf. souhaitée], en particulier par les œuvres de Philibert Delorme qu’elle fait nommer surintendant des bâtiments royaux. Son œuvre la plus emblématique est le château d'Anet, aujourd'hui en grande partie détruit.
Elle protège aussi différents hommes de lettres, comme Ronsard.
Elle-même s'est exercée à la poésie comme en témoignent les quelques vers adressés à Henri II qui sont parvenus jusqu'à nous et débutent ainsi :
« Voicy vraisment qu'Amour un beau matin

S'en vint m'offrir fleurette très gentille ;

Là se prit-il à orner votre teint

Et vistement marjolaine et jonquille,... »

### Chute et fin de vie (1559-1566)
Lorsque le roi est mortellement blessé le 30 juin 1559, Diane s'abstient de rendre visite au blessé, consciente qu'elle n'a pas sa place dans la chambre royale et qu'à juste titre, elle peut en être chassée. Après la mort d'Henri II, survenue le 10 juillet, aucune sanction n'est prise à son encontre par le nouveau roi, hormis l'interdiction de paraître à la cour, pour elle et sa fille, la duchesse de Bouillon. Selon l'usage, elle restitue au roi les bijoux de la couronne assortis d’un inventaire. Comme elle n’est pas admise aux funérailles, c'est depuis la fenêtre de son hôtel qu'elle assiste au passage du convoi funéraire.
Malgré les rancunes du passé, la reine Catherine ne semble montrer aucune volonté de vengeance envers Diane. Elle décide de la laisser profiter des innombrables dons, biens et terres que son mari lui a donnés, bien qu'à la fin de l'année 1559, elle récupère le château de Chenonceau que Diane a accaparé par malversation et l'échange contre celui de Chaumont. Non seulement Diane n'est pas poursuivie en justice, mais cet échange constitue pour elle un important gain financier.
Diane se retire à Anet. En 1565, elle se fracture la jambe droite lors d'une chute de cheval, une fracture réduite par Ambroise Paré. Elle meurt l'année suivante à 66 ans, vraisemblablement d'une intoxication à l'or. Diane buvait quotidiennement un élixir contenant une forte concentration d’or dont on pensait à l'époque qu'il ralentissait les traces du temps . Le taux d'or dans ses cheveux a été mesuré à 250 fois la normale.

### La dépouille de Diane après sa mort (1566-2010)

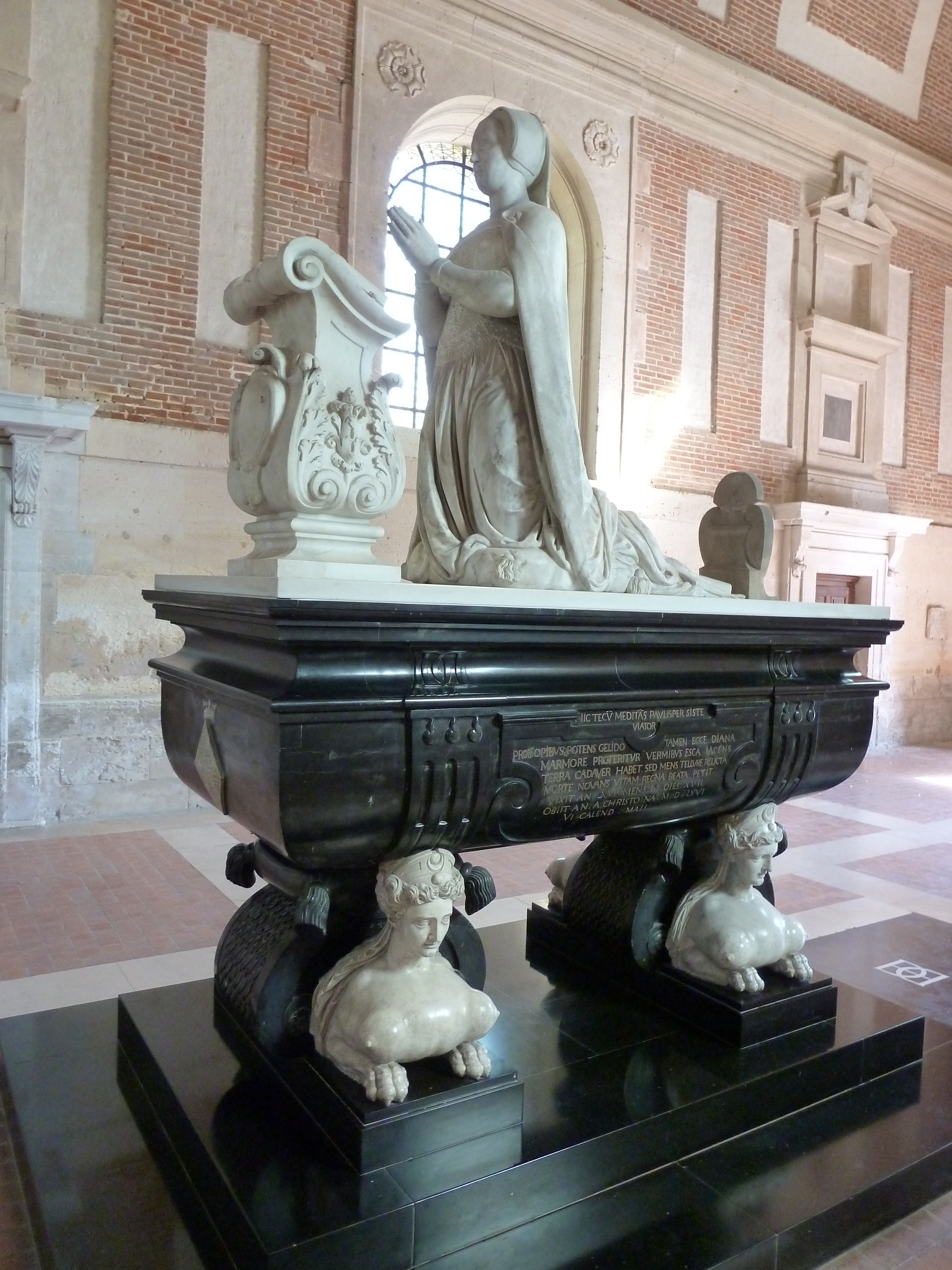
Monument funéraire de Diane de Poitiers au château d'Anet.

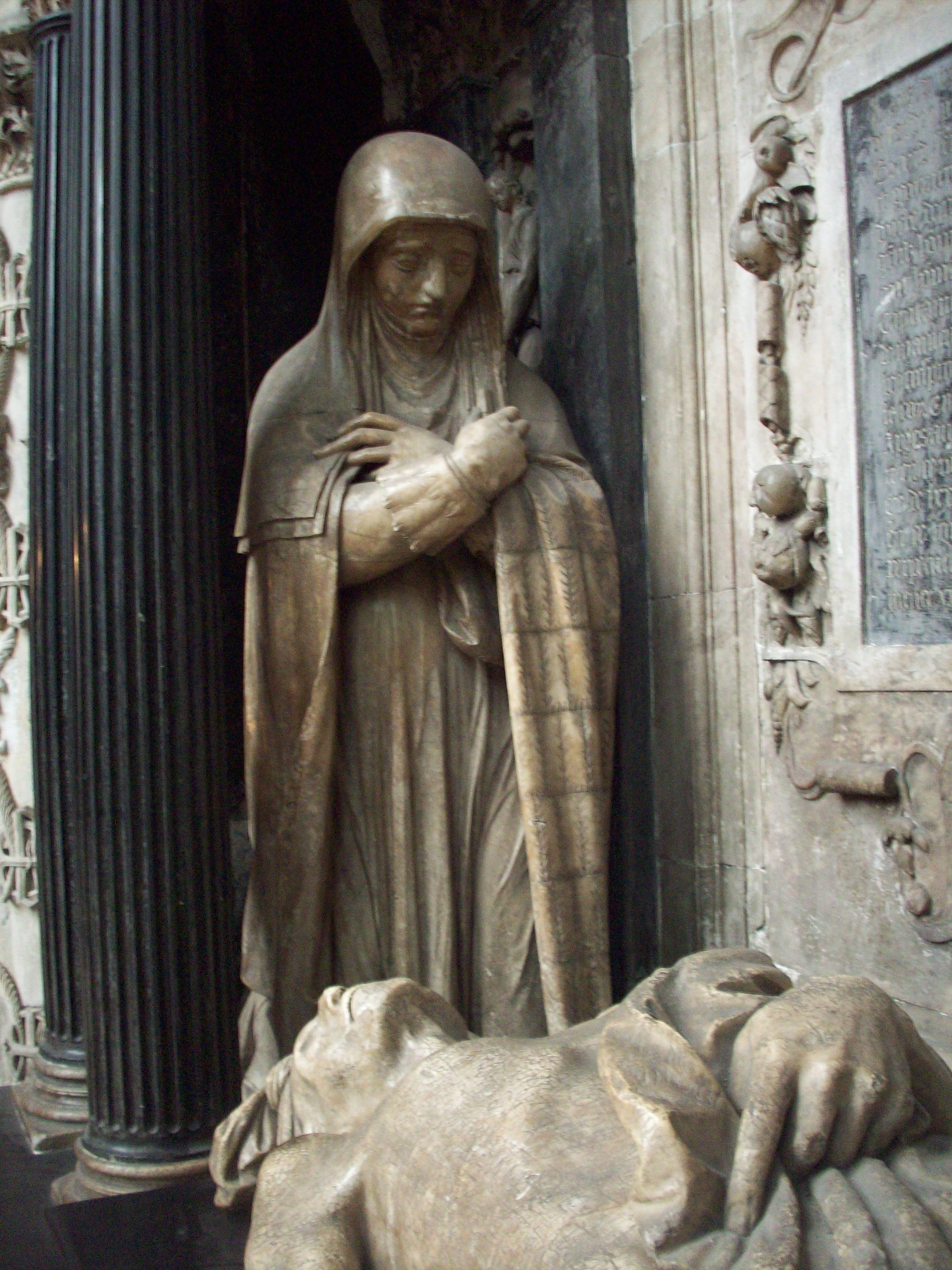
Diane représentée debout, devant la dépouille de son mari Louis de Brézé, sur son mausolée dans la chapelle de la Vierge de la cathédrale de Rouen.

Louise de Brézé, seconde fille de Diane de Poitiers, fait ériger un monument avec sa statue dans l'église du village, transféré dans la chapelle sépulcrale du château en 1576.
Le 18 juin 1795, lors de la Révolution, son sarcophage de marbre noir est profané. Deux commissaires de la Sûreté générale de Dreux, à la tête d'un groupe de patriotes, font état de son corps parfaitement conservé ainsi que deux cadavres correspondant à deux de ses petites-filles mortes en bas âge (âgées l'une de 5 à 6 ans et l'autre d'environ 2 ans). Leurs corps exposés à l'air libre se dégradent rapidement si bien qu'ils sont déplacés dans une fosse creusée à côté de l'église, à l’exception de la chevelure de Diane qui se détache de sa tête lorsque deux membres du comité révolutionnaire la basculent dans la fosse (l'un la tenant par la tête, l'autre par les pieds). Ils se partagent alors ses mèches en souvenir, l'une d'elles est par la suite donnée au propriétaire du château d'Anet où elle est conservée depuis dans un médaillon. Son sarcophage est converti en auge, et le socle en plomb utilisé par les révolutionnaires pour fabriquer des « balles patriotes »[réf. nécessaire].
De 1959 à 1967, la chapelle est entièrement rétablie dans son état d'origine et le tombeau remis en place.
En 2008, une équipe multidisciplinaire retrouve le squelette de la favorite (l'identification est fondée, notamment, sur une fracture de jambe) et découvre que les os ont une concentration en or beaucoup plus élevée, de 250 fois que la normale. Le toxicologue Joël Poupon met en évidence dans sa mèche de cheveux un taux 500 fois supérieur à la normale. Ils l'expliquent par le fait que Diane, obsédée par le désir de l'éternelle jeunesse et l'éclat d'une beauté surnaturelle, aurait bu chaque jour comme élixir de longue vie une solution « d'or potable » qui lui aurait donné son teint extrêmement pâle, comme l'a rapporté Brantôme,. Le médecin légiste Philippe Charlier qui a fait toutes les études sur sa dépouille a pu déterminer qu'elle mesurait exactement 1,56 m[réf. souhaitée].
Le 29 mai 2010, après 213 ans passés au cimetière communal, les restes de Diane de Poitiers sont de retour dans son tombeau au cours d'une cérémonie célébrée par une grande fête de style Renaissance.

### Descendance
Françoise de Brézé fut mariée à Robert IV de la Marck, duc de Bouillon, le 19 janvier 1535. Elle donna naissance à neuf enfants dont : Henri-Robert, Charles-Robert, Antoinette et Diane.
Louise de Brézé hérita du château d'Anet. Elle fut mariée au duc Claude II d'Aumale, le 1er août 1547. Elle mit au monde onze enfants dont :  Catherine de Lorraine, Charles Ier d'Aumale et Claude d'Aumale. Les deux frères firent partie de la Ligue catholique dirigée par les ducs de Guise qui s'opposa à Henri IV pendant les guerres de Religion.

## Dans les arts et la culture

### Littérature

#### Roman
- 1678 : La Princesse de Clèves de Madame de Lafayette
- 1846 : Les Deux Diane d'Alexandre Dumas

### Filmographie

#### Cinéma
- 1941 : Le roi s'amuse (Il re si diverte) de Mario Bonnard avec Loredana
- 1956 : Si Paris nous était conté de Sacha Guitry avec Ariane Lancell
- 1956 : Diane de Poitiers de David Miller, avec Lana Turner
- 1961 : La Princesse de Clèves de Jean Delannoy, avec Annie Ducaux
- 1990 : Cellini, l’or et le sang (Una vita scellerata) de Giacomo Battiato avec Sylvie Granotier
- 1994 : Nostradamus de Roger Christian avec Diana Quick

#### Télévision

##### Série
- 1967 : Jean de la Tour Miracle de Jean-Paul Carrère avec Mony Dalmès
- 1968 : Novela, épisode La Princesa de Cleves de Juan Guerrero Zamora, avec Asunción Balaguer
- 1978 : Le Connétable de Bourbon de Jean-Pierre Decourt, épisode de la série Les Grandes Conjurations avec Yolande Folliot
- 2010 : Secrets d'Histoire : Diane de Poitiers, la reine des favorites
- 2013 : Reign créée par Laurie McCarthy et Stephanie Sengupta, avec Anna Walton
- 2018 : La Guerre des trônes, la véritable histoire de l'Europe avec Valérie Stroh
- 2022 : The Serpent Queen créée par Justin Haythe, avec Ludivine Sagnier

##### Téléfilm
- 2006 : Nostradamus de Bryn Higgins avec Lizzy McInnerny
- 2022 : Diane de Poitiers de Josée Dayan avec Isabelle Adjani

##### Émission télévisée
- 2025 : Look de runway « l’Or J’adore » de Punani dans Drag Race France All Stars saison 1

### Musique
- Diane de Poitiers est le titre d'une chanson de Thomas Fersen[47], sur son cinquième album studio Pièce montée des grands jours (2003).

### Confiserie
- Une fabrique de nougat de Montélimar (en Dauphiné), Nougat Diane de Poytiers, lui rend hommage depuis 1920.

### Botanique
- La rose Diane de Poitiers (obtenteur Jean-Pierre Vibert).

### Sources primaires
- Lettres inédites de Diane de Poitiers, publiées par G. Guiffrey, Paris, 1866.